# 山中共古
山中 共古（やまなか きょうこ、1850年12月6日（嘉永3年11月3日） - 1928年（昭和3年）12月10日）は、日本の牧師、民俗学者。「共古」は筆名。幼名は平蔵で、後に保生。1872年（明治4年）に改名して笑（えむ）。日本メソジスト教会の最初の牧師の一人である。また、静岡教会初代牧師である。

## 略歴

### 御家人
1850年（嘉永3年）江戸の四谷仲殿町西念寺（現在の東京都新宿区）に幕臣の山中三九郎保全の次男として生まれる。山中家は徳川氏に仕える御家人の家柄で、遠祖は伊賀衆であるという。書は永井盤谷、その他に柔術・剣術・槍を学ぶ。1864年（元治元年）和宮親子内親王の広敷添番に登用され、江戸城で和宮に仕えた。

### 賤機舎教授
1868年（明治元年）徳川家が戊辰戦争で敗北すると、徳川家と共に駿府に移住した。そこで、旧幕府の学問所静岡藩の英学所賤機舎の英学教授となった。外国人教授であったエドワード・ウォーレン・クラークやデイヴィッドソン・マクドナルドの影響を受けた。
1872年（明治4年）笑と改名する。

### メソジスト牧師
1874年（明治7年）9月27日、カナダ・メソジスト教会の医療宣教師マクドナルドから受洗した。
1878年（明治11年）静岡県梅屋町3番地（木佐森伊十郎方）に静岡教会の前身である講義所（伝道所）を開設、カナダに帰国中のマクドナルドに代わり伝道した。静岡教会初代牧師となる。
同年、静岡を訪れた松浦武四郎と交流。松浦の影響で藤貞幹の著作に傾倒したり、のちにコロポックル論争に関与したりする。
1979年（明治12年）3月 静岡教会から沼津に転任。沼津教会第2代牧師となる。
1881年（明治14年）本格的に神学を学び東洋英和学校神学科を卒業した。その後再び静岡に赴任。静岡教会3代目牧師となる。
1881年（明治14年）9月18日　平岩愃保、土屋彦六と共に東京の下谷教会でジョージ・ミーチャムより按手礼を受け、日本メソジスト教会教職試補に任命される。
1882年（明治15年）9月には正式に牧師となり、日本メソジスト教会の最初の牧師の一人になった。同年10月静岡玄南横丁（呉服町6丁目30番地）に静岡教会を献堂。
1883年（明治16年）6月　浜松の連尺町で出張伝道開始。後の日本基督教団浜松教会の元となる。
1884年（明治17年）5月　静岡教会から下谷教会に転任し、４代目牧師となる。
1885年（明治18年）4月　下谷教会から牛込教会に転任。

### 民俗学者
1886年（明治19年）共古は甲府教会や結城無二三の開いた日下部教会を拠点に山梨県の各地で伝道活動を行い　、その一方で庶民の生活史を見聞し、その成果を『東京人類学会雑誌』へ発表する（のちに『甲斐の落葉（おちば）』として集成）。
1887年（明治20年）9月 甲府教会（甲府市中央、旧桜町）の6第目牧師となる。
1892年（明治25年）甲府教会から緑町講義所に転任。
1894年（明治27年）緑町講義所から沼津教会に転任し、第8代牧師となる。
1895年（明治28年）6月 下谷教会に転任し、第8代牧師となる。
1900年（明治33年）5月 下谷教会から東京牛込教会（後の頌栄教会）に転任。
1905年（明治38年） 民俗学者柳田國男に出会う。
その後見附教会（後の中遠教会）などで牧師を務める。
1907年（明治40年）吉原教会の牧師となる。
1912年（明治45年）3月 吉原教会の牧師を引退。
1912年（明治45年）4月1日 隠居牧師となる。その後、青山学院図書係となる。本格的な民俗学・考古学研究に専念する。
1928年（昭和3年）に79歳で死去。

## 山中の評価
著作に『土俗雑語』（明治32年）、『見付次第』、『吉居雑話』、『仙梅日記』、『三猿塔』（大正11年）など。共古は日本民俗学の先駆者として知られ、柳田國男も共古の業績を評価し著作の出版に尽力している。『甲斐の落葉』は山梨県の道祖神祭りや山梨独自の節供人形であるかなかんぶつなど同時代に廃れつつあった民俗事例を記録しており、山梨県民俗史研究の嚆矢として評価されている。

## 著書
出典：『山中先生著述本並雑誌所載文目録』有峰書店〈甲斐の落葉〉、1975年、4 - 18頁。
全集
- 『山中共古全集 1』青裳堂書店〈日本書誌学大系 46-1〉、1985年。
- 『山中共古全集 2』青裳堂書店〈日本書誌学大系 46-2〉、1985年。
- 『山中共古全集 3』青裳堂書店〈日本書誌学大系 46-3〉、1987年。
- 『山中共古全集 4』青裳堂書店〈日本書誌学大系 46-4〉、1988年。

単著
- 『古錢學大要 1』山中共古 手稿、1908年。
- 『古錢學大要 2』山中共古 手稿、1908年。
- 『三猿塔』（澱橋逸隠 序）山中共古 稿本、一部彩色 鉛筆書入あり、1920年。
- 『俚謡解』山中共古 稿本、1921年。
- 『甲斐の落葉』郷土研究社、東京堂書店（發賣）〈炉辺叢書 33〉、1926年11月。
  - 『甲斐の落葉』有峰書店、1975年。
  - 『甲斐の落葉』（復刻版）名著出版〈炉辺叢書 9〉、1976年。
- 『砂払』春陽堂、1927年。
  - 『砂払　江戸小百科』（中野三敏校訂）岩波書店〈岩波文庫（上）〉、1987年。
  - 『砂払　江戸小百科』（中野三敏校訂）岩波書店〈岩波文庫（下）〉、1987年。
- 『共古随筆』温故書屋〈芋蔓草紙 第4編〉、1928年。
  - 『共古随筆』（飯島吉晴解題）平凡社〈東洋文庫 588〉、1995年。
  - 『共古随筆』（飯島吉晴 解説）平凡社〈ワイド版東洋文庫 588〉、2009年。
- 広瀬千香 編『共古日録抄』青裳堂書店〈日本書誌学大系15〉、1981年4月。
- 『見付次第教本』（熊切正次 写刻）遠州常民文化談話会、1998年。
- 『見付次第 / 共古日録抄』、後藤総一郎監修、遠州常民文化談話会編、パピルス、2000年

雑誌
- “尻取文句考”. 集古会誌 1 (集古会):  1 - 5. (1914-05).
- “尻取文句考（承前・完）”. 集古会誌 2 (集古会):  1 - 6. (1914-05).

追悼集
- 山中塩 編『趣味と嗜好 : 共古翁記念文集』岡書院、1929年。